# 纪昌
纪昌（?—?），《列子》记载的神箭手。
少年时跟随飞卫学习射箭，飞卫让他专注的看一件东西。他悬挂一个虱子，他一直看了三年，最后他看虱子已像车轮那样大。纪昌箭射虱子，箭贯穿过虱子的中心，悬挂虱子的牦牛尾毛都没有断。
纪昌后来谋划除掉飞卫。两人互相对射，两个人射出的箭正好在空中相撞，全都掉到地上。最后飞卫的箭射完，而纪昌还剩一支。纪昌射出，飞卫用棘条将箭挡下来，两个人相拥而泣。